# Operation Torch
Operation Torch (landsætning fra den 8. november 1942) var kodeordet for den amerikansk/engelske militære landsætning i Nordafrika under 2. verdenskrig.

## Baggrund for operationen
Sovjetunionen havde igennem længere tid lagt et stadigt stigende pres på USA og Storbritannien for at åbne en anden front i Europa, for at tage noget af presset på østfronten. Den britiske premierminister Winston Churchill talte for et angreb på det nordlige Afrika fulgt af en invasion i Europa i 1943, mens den amerikanske præsident Roosevelt frygtede, at en operation i Afrika ville umuliggøre en invasion i Europa i 1943, men endte dog med at støtte Churchill.
Den strategiske allierede plan for Operation Torch var, at englænderne først skulle angribe ved El Alamein. Operation Torch var en dårligt planlagt operation: planlægningen var sket hurtigt, der var en stor usikkerhedsfaktor om, hvordan Vichy Frankrig ville reagere over for operationen (specielt i Algeriet og Marokko). Endelig var de allieredes forsyningslinjer ikke helt fastlagte.

## De amerikanske/engelske styrker
Den amerikanske og engelske flådestyrke bestod af fem hangarskibe, tre slagskibe, syv krydsere, 38 destroyere og transportskibe, støtteskibe og øvrige hjælpefartøjer. I alt bestod styrken af 400 skibe. De tre første angrebsgrupper bestod af 7.000, 19.500 og 9.500 soldater, hvoraf en del blev sendt direkte fra USA til slagmarken. Angrebsstyrken tog af sted fra Hampton Roads den 24. oktober og mødte resten af gruppen midt på Atlanterhavet.

## Selve operationen
I operationen skulle der landsættes styrker ved tre havnebyer.
- 3 strande ved Casablanca i Marokko.
- 2 strande og faldskærmstropper ved Oran i Algeriet.
- 2 strande ved Algier.

Når havnebyerne var erobret, skulle der straks indskibes forsyninger, og den allierede hær skulle bevæge sig ned langs kysten til Tunesien, hvor målet var havnebyen Tunis, hvor de allierede ville få en nøgleposition, hvorfra de kunne
- Angribe aksemagternes forsyningslinjer til Tripoli.
- Angribe Libyen.
- Invadere Sicilien.

## Kronologisk gennemgang af operationen
Den 19. juni 1942 ankom Winston Churchill til Washington D.C. for at diskutere invasionen af Nordafrika.

Den 14. august 1942 blev Dwight D. Eisenhower udnævnt til allieret chef for Operation Torch.
Mark Clark var næstkommanderende for operationen. 

Den 21. oktober 1942 blev 8 amerikanske og engelske officerer landsat fra en ubåd for at undersøge områderne for landgangen. 

Den 22. oktober 1942 sejlede det første skib der deltog i Operation Torch fra Skotland. 

Eisenhower ankom den 2. november 1942 til Gibraltar for at opsætte sin kommandopost til invasionen i Nordafrika. 

Den 8. november 1942 blev der landsat 100.000 amerikanske og engelske mand i Nordafrika.

Under sejladsen til invasionsstrandene mistede de allierede ingen skibe.

Selve landgangen var planlagt til at ske samtidig med det amerikanske midtvejsvalg. Men operationen blev fire dage forsinket. 

Samme dag fortalte Adolf Hitler, at Stalingrad var faldet, det skete i Hofbräuhaus i München på årsdagen for Hitlers mislykkede kup i 1923). 

Efter landgangen mødte invasionsstyrken en del modstand fra den franske flåde, og især kystbatterierne var farlige.

Den første dag kæmpede de allierede skibe med de franske skibe i havnebyen Casablanca, hvor det halvfærdige slagskib Jean Bart bed fra sig, men en salve fra det amerikanske slagskib Massachusetts fik kanonerne på Jean Bart til at tie.
Ved middagstid var de franske skibe nedkæmpet. 

Den 9. november 1942 erobrede de allierede havnebyen Algier med en intakt havn (1 dag). 

Den 10. november 1942 erobrede amerikanske tropper lufthavnen i Port-Lyautey, Marokko. Amerikanske og engelske styrker erobrede Oran i Algeriet.

Den franske admiral François Darlan beordrede den 10. november 1942 de franske i Nordafrika til at indstille modstanden mod de allierede. 

Den 13. november 1942 fløj Eisenhower til Algeriet for at slutte en endelig aftale med François Darlan. 

Den 14. november 1942 overgav de sidste franske tropper i Algeriet sig til de allierede.
Efter den allierede landgang forsøgte Maxime Weygand at flyve til Algeriet, men han blev fanget af tyskerne og ført til et slot i Østrig, hvor han blev holdt fangen.